# Royal Hunt
Royal Hunt is een Deense rockband.

## Geschiedenis
Royal Hunt speelt een combinatie van progressieve rock en hardrock en alle varianten daartussenin. Vanaf de oprichting in Kopenhagen in 1989 is het een doorgangshuis voor musici geweest. De centrale leider van de band is Andre Anderson.
Per muziekalbum verschilt de bezetting; de muziek verschuift dan ook per album.

## Discografie

### Studioalbums
- Land of Broken Hearts (1992)
- Clown in the Mirror (1993)
- Moving Target (1995)
- Paradox (1997)
- Fear (1999)
- The Mission (2001)
- Eyewitness (2003)
- Paper Blood (2005)
- Collision Course... Paradox 2 (2008)
- X (2010)
- Show Me How to Live (2011)
- A Life to Die for (2013)
- Devil's Dozen (2015)

### Livealbums
- 1996 (1996)
- Paradox: Closing The Chapter (1997)
- Double Live In Japan (1999)
- 2006 (2006)
- Cargo (2016)

### Singles/ep's
- The Maxi EP (1993)
- Far Away (1995)
- Message to God (1997)
- Intervention (2000)
- The Watchers (2001)
- Hard Rain's Coming (2011)
- One Minute Left to Live (2013)

### Compilaties
- The First 4 Chapters... and More (Japanse uitgave) (1998)
- The Best (Japanse uitgave) (1998)
- The Best Live (Japanse uitgave (1998)
- On the Mission 2002 (Japanse uitgave) (2002)
- Heart of the City (Best of 1992–1999) (2012)
- 20th Anniversary: Speciale Uitgave (2012)

## Bezetting

### Huidige bezetting
- André Andersen (keyboard, synthesizer)
- Dc Cooper (zang)
- Jonas Larsen (gitaar)
- Andreas Johansson (drums)
- Andreas Passmark (basgitaar)

### Vorige bezetting
- Henrik Brockmann (zang), 1992-1993
- Dc Cooper (zang), 1995-1998
- John West (zang), 1999-2006
- Mark Boals (zang), 2008
- Jacob Kjaer (gitaar), 1992-2003
- Marcus Jidell (gitaar), 2005-2010
- Kenneth Olsen (drums), 1992-1996, 2001, 2006
- Allan Sørensen (drums), 1997-1999, 2005, 2008-2015
- Steen Mogensen (basgitaar), 1992-2003
- Per Schelander (basgitaar), 2005-2008